# 沈可婷案
沈可婷案，或称8少年骑士被撞死案，是2017年2月18日发生在马来西亚柔佛州新山内环路的一宗交通事故，當時22岁的华裔女性沈可婷驾车与一群骑“蚊型脚车”飚车的青少年相撞，造成8人死亡，8人受伤（含2名重伤者）。事件在马来西亚国内引发相当大的关注，尤其是华裔，民众纷纷关注自行车在道路行驶的安全。另外事件责任归属也存在较大分歧，部分人认为涉事青少年的父母疏于管教，也有一定的责任，甚至影响了小型交通工具在道路行驶的政策。
2022年4月，涉案司机沈可婷危险驾驶罪罪名成立，判处6000令吉罚款及六年监禁。2023年4月11日，经过上诉庭的审理下，沈可婷被判无罪释放，罪名被撤销。

## 背景
“蚊型脚车”指经过重度改装的自行车，车把及立把较一般的自行车短，轮子采用塑料制的运动轮毂，速度比一般自行车快很多。这种自行车在马来西亚的青少年群体中十分受欢迎，他们会在车流量不密集的高速公路及公共道路中竞速下坡，在达到高速时用腹部顶着鞍座，双腿向后伸展且不碰到踏板，如同超人飞行的姿势，也像在吸血的蚊子，故称“蚊型脚车”。在案发的前10年间，骑蚊型脚车飚车的现象开始出现，相关趋势在案发前两年间迅速攀升。从总体上看，飚蚊型脚车的文化和非法改装摩托车的飙车党非常相像。
自行车飚车文化已成为社会广泛讨论的话题。尽管传统观点认为这是家教问题，部分人还是认为这是政府没有给年轻人提供适当娱乐所引发的问题。

## 事故
2017年2月18日凌晨3点20分，22岁的司机沈可婷在新山内环路近马哈茂迪亚皇家陵墓路段碰到一群自行车党。由于躲闪不及，沈可婷直接撞上这群13岁到17岁的青少年，造成8人当场死亡。其余2名重伤者和6名轻伤者则被送往苏丹阿米娜医院接受治疗。

## 审判
2017年3月28日，沈可婷被援引《1987年陆路交通法令》第41（1）条文，即危险或鲁莽驾驶导致他人死亡的罪名提控。新山推事庭于2019年10月28日裁定沈可婷表罪不成立，无须出庭自辩，但控方不满判决而在同年11月10日向新山高庭提出上诉。随后，马来西亚高等法院（新山高庭）推翻新山推事庭表罪不成立的裁决，并谕令沈可婷回到推事庭自辩。2021年10月10日，新山推事庭再度裁定沈可婷罪名不成立，当庭释放，但检方随后于翌日再次向新山高庭提出上诉。
2022年4月13日，新山高庭推翻推事庭罪名不成立的裁决，裁定沈可婷危险或鲁莽驾驶导致他人死亡的罪名成立，判处6000令吉罚款及六年监禁。高庭法官拿督阿布峇卡（Abu Bakar bin Katar）给出沈可婷败诉的两个主要理由是，事主沈可婷在未经宣誓的自辩过程中称事发路段没有看见有骑脚踏车的少年群，以及声称有其他交通工具撞上该少年群后逃逸。但在此前的起诉阶段中，辩方从未提出这一点，法院视这新理由为「事后的辩护」；在「未经宣誓」下提出的辩护理由在法庭眼中的分量更轻，更不易于被法庭接受。第二点是事主沈可婷的辩护未能说服高等法院法官接受她没有危险驾驶。高庭法官拿督阿布峇卡在警惕辩方的宣判书中表示，事主不应将「路况光线不足」当作借口，反而应该有所警觉和小心行驶，不应该以车速超过时速50公里驾驶进而导致这起车祸，而控方也成功排除合理怀疑，因此裁定被告沈可婷罪名成立。2022年4月18日，马来西亚上诉庭批准沈可婷的上诉申请，并允许她在交付1万令吉保证金及一名担保人的条件下保外候审，并暂缓执行高等法院的判决直至上诉程序结束。。
2023年4月11日，上诉庭3司裁定事主沈可婷上诉得直，判处无罪释放。根据由上诉法官哈达莉雅·依斯迈（Hadhariah Syed Ismail）、哈希姆韩沙（Hashem Hamzah）和阿兹曼阿都拉（Azman Abdullah）组成的上诉庭3司所作出的判决解释，事主沈可婷是根据《1987年陆路交通法令》第41(1) 条文所提出的指控存在缺陷。因为在同一条文下，规定三种不同的违法行为，分别是鲁莽驾驶、危险驾驶、超速驾驶。而辩方成功辩称，事主沈可婷被指控鲁莽驾驶或危险驾驶两项指控合并为一项指控，这违反了《刑事诉讼法典》第163条文。而《刑事诉讼法典》第163条文规定，每项指控必须有一项特定的罪行，如果存在一项指控中帶有两项罪行，则违反了《刑事诉讼法典》第163条文。上诉庭3司指出，在最初的推事庭至高等法院的审理阶段，控辩双方都对其控状上的诠释产生了混淆，出现双重性的控辩陈述。鉴于《刑事诉讼法典》无法认同双重性罪行，上诉庭因此一致认为高等法院的判决是违法的。

## 观点

### 法律观点
2022年4月沈可婷被裁定败诉的两个主要理由「提出新的辩护」和「未经宣誓的声明」，引起了法律界的讨论性。有法律观点认为，沈可婷在2022年之前的审讯中罪名不成立，可能是之前为她辩护的律师出色，但在本人的自辩过程中曝露了失误。关于沈可婷选择在法庭上「未经宣誓的声明」，法律人士对此解释，当被告人被法庭要求自辩时，被告人有权在被告席上发表未经宣誓的陈述。如果被告人选择作出未经宣誓的陈述，法律规定她不能成为被盘问的对象。因此，审讯法官可以自由地对被告席上的陈述给予应有的重视或根本不给予重视，因为她的未宣誓陈述的证据分量与在证人席上宣誓的证据不同，其真实性也未经检验。在那种情况下，基于法律原则的法官更重视的是仔细研究过的所有证人的口头证词以及在审判中提供的书面证据，在经过互相对比之后才考虑被告人的参考价值。仅仅通过被告人的陈述实际上不会对控方的案件产生任何合理的怀疑。

### 社会观点
裁决公布后，请愿网站Change.org上出现了两项要求释放沈可婷的联署活动，其中一项提到2019年交通裁判法院认定沈可婷事发时未喝酒、未使用手机、已繫好安全带，有尽到安全驾驶的责任。然而事发路段非常暗，道路颠簸曲折，加上她根本无法预测到凌晨3点会出现自行车党，事故才因而酿成。两项联署发布不到一天，已经累积25万个签名。
华裔社会对沈可婷的观点较侧重于行为教育、道路规划和取缔蚊型脚车的讨论，而大部分讨论重点都集中在刑责归属方面，以及对沈可婷的同情和死者父母监护责任。
巫裔社会的观点较关注于青少年面临的社会问题，并认为沈可婷案件对社会产生了更多的紧张关系，同意加强取缔蚊型脚车和教育的行动。

## 影响
2022年4月沈可婷危险驾驶罪罪名成立后，网络上一度发起猎巫行动。一些网络有心人将蚊型脚车在道路上行驶的影片透过社交媒体大量传播，试图引导「蚊型脚车父母有罪」的舆论批判，但被警方揭露大部分影片为旧影片。民众对判决的不满甚至延烧到越野脚车骑士身上，有越野脚车骑士在行驶时遭轿车司机出言讽刺。
判决结果更引发了一场「种族歧视」的争议，并吸引了长年通过打种族牌的华基政党马华公会向沈可婷免费提供帮助，造成更多的紧张关系，因上诉程序涉及代表希望聯盟的总检察长汤米·汤姆斯。在沈可婷败诉的事件中，公众广泛指责司法部门的系统已经崩溃，引起种族情绪的舆论炒作。沈可婷和其代表律师哈末法依扎在宣判后在法庭外向公众强调「她的案子与种族问题无关，而是重要的普世问题（正义），而不是狭隘的问题」。